# Friedrich Tietjen
Friedrich Tietjen (Garnholt, hoy Westerstede, 15 de octubre de 1832 — Berlín, 21 de junio de 1895) fue un astrónomo alemán.
Él fue director del instituto astronómico Astronomisches Rechen-Institut (ARI) de Heidelberg (desde 2005 una unidad de la Universidad de Heidelberg) de 1874 hasta su muerte en 1895.
En 1 de abril de 1865 Tietjen descubrió el asteroide (86) Semele.